# Laura Vandervoort
Laura Dianne Vandervoort, född 22 september 1984 i Toronto, Ontario, Kanada, är en kanadensisk skådespelerska. Hon är mest känd för sin roll som Kara Kent i TV-serien Smallville. Hon är även känd från TV-serien V.

## Filmografi
| 2014      | Bitten                          | Elena                | Tv-series         | 33                               |
| 2012      | Ted                             | Tanya                | Film              |                                  |
| 2012      | This Means War                  | Britta               | Film              |                                  |
| 2011      | Desperately Seeking Santa       | Jennifer             | Film              |                                  |
| 2010      | Riverworld                      | Jessie               | TV Film           |                                  |
| 2009–2011 | V                               | Lisa                 | TV-serie          |                                  |
| 2009      | Into The Blue 2: The Reef       | Dani                 | Direkt till video |                                  |
| 2007–2008 | Smallville                      | Kara Kent/ Supergirl | TV-serie          | 20 avsnitt                       |
| 2007      | CSI: Crime Scene Investigation  | Miss Tangiers        | TV-serie          | Big Shots                        |
| 2007      | The Lookout                     | Kelly                | Film              |                                  |
| 2007      | The Dresden Files               | Natalie              | Bad Blood         |                                  |
| 2006      | Troubled Waters                 | Carolyn              | Film              |                                  |
| 2005      | Sue Thomas: F.B.Eye             | Gabbie               | TV-serie          | Bad Girls                        |
| 2005      | Falcon Beach                    | Ashley               | TV Film           |                                  |
| 2004–2008 | Instant Star                    | Sadie Harrison       | TV-serie          | 49 avsnitt                       |
| 2004      | Doc                             | Annis Bennington     | TV-serie          | The Family Tree                  |
| 2004      | Prom Queen: The Marc Hall Story | Young Girl           | TV-serie          | Uncredited                       |
| 2002      | The Gavin Crawford Show         | The Girl             | TV-serie          | Avsnittet sändes 1 december 2002 |
| 2001      | Mutant X                        | Tina                 | TV-serie          | Russian Roulette                 |
| 2000      | Mom's Got A Date With A Vampire | Chelsea Hansen       | TV Film           |                                  |
| 2000      | Alley Cats Strike               | Lauren               | TV Film           |                                  |
| 2000      | En andra chans                  | Misty Reynolds       | TV-serie          | Even Steven                      |
| 2000      | Are You Afraid Of The Dark?     | Askley Fox           | TV-serie          | The Tale Of the Laser Maze       |
| 1997–1998 | Goosebumps                      | Sheena Deep          | TV-serie          | 3 avsnitt                        |